# Ardeadoris pullata
Espèce
Ardeadoris pullata est une espèce de mollusques nudibranches de la famille des Chromodorididae et du genre Ardeadoris.

## Répartition
Cette espèce se rencontre dans le bassin Indo-Pacifique. Ardeadoris pullata se rencontre notamment en Australie et en Nouvelle-Calédonie.

## Habitat
Cette espèce peut être observée sous les débris de corail.

## Description

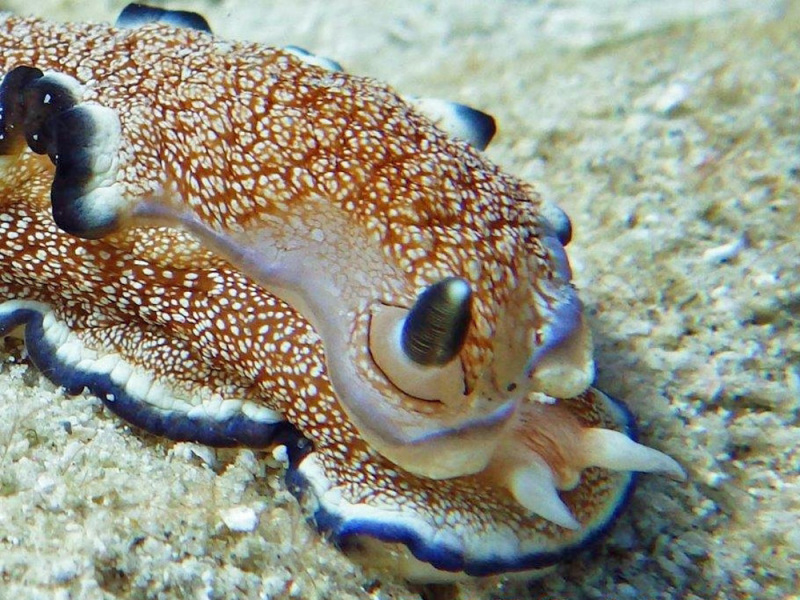
Ardeadoris pullata (détail de la tête, spécimen amputé d'un rhinophore)

Ardeadoris pullata peut mesurer de l'ordre de 50 mm de long.
La couleur de fond du manteau est blanc translucide. Un motif réticulé de brun couvre toute la surface sauf la partie externe de la jupe du manteau. Le motif réticulé est très irrégulier, marron, avec un motif dense de taches blanches de taille irrégulière, beaucoup étant légèrement soulevées. À l'extérieur de la région réticulée, une large bande de blanc opaque se confond avec une étroite bande noirâtre au bord du manteau. La base des rhinophores et des branchies est bordée de noir,. La tige du rhinophore est d'un blanc opaque et le club est noir, à l'exception d'une pointe blanche translucide. Les branchies sont d'un blanc translucide avec des taches blanches opaques et les bords sont bordés de noir brunâtre foncé. Le pied est également bordé de noir.
Il y a un large recouvrement du manteau avec le bord de la jupe qui présente des plis sinueux. Un pli semi-permanent majeur est situé à mi-longueur de chaque côté du corps. La surface dorsale du manteau, en particulier dans la région centrale, comporte de nombreuses bosses légèrement surélevées correspondant aux taches blanches opaques. Les branchies sont disposées en forme de fer à cheval autour de la papille anale, chaque extrémité du fer à cheval formant une spirale légèrement relevée. Le tiers basal des branchies présente une section quadrangulaire, mais leur structure est simplement plane dans les deux tiers externes.
Ardeadoris pullata ne possède pas de dent centrale et les dents latérales de chaque côté présentent une longue cuspide en forme de crochet.

## Publication originale
- Rudman, W. B. 1995. The Chromodorididae (Opisthobranchia: Mollusca) of the Indo-West Pacific: further species from New Caledonia and the Noumea romeri colour group. Molluscan Research, 16: 1-43 [10].

## Taxonomie
Cette espèce a été nommée par le zoologiste William B. Rudman en 1995 sous le protonyme Glossodoris pullata et transférée dans le genre Ardeadoris,.